# Microbisium
Genre
Synonymes
- Afrobisium Beier, 1932
- Nepalobisium Beier, 1974

Microbisium est un genre de pseudoscorpions de la famille des Neobisiidae.

## Distribution
Les espèces de ce genre se rencontrent en Europe, en Afrique, en Asie, en Amérique du Nord et en Amérique centrale.

## Liste des espèces
Selon Pseudoscorpions of the World (version 3.0) :
- Microbisium brevifemoratum (Ellingsen, 1903)
- Microbisium brevipalpe (Redikorzev, 1922)
- Microbisium brunneum (Hagen, 1868)
- Microbisium congicum Beier, 1955
- Microbisium dogieli (Redikorzev, 1924)
- Microbisium fagetum Cîrdei, Bulimar & Malcoci, 1967
- Microbisium lawrencei Beier, 1964
- Microbisium manicatum (L. Koch, 1873)
- Microbisium parvulum (Banks, 1895)
- Microbisium pygmaeum (Ellingsen, 1907)
- Microbisium suecicum Lohmander, 1945
- Microbisium zariquieyi (Navás, 1919)

## Publication originale
- Chamberlin, 1930 : A synoptic classification of the false scorpions or chela-spinners, with a report on a cosmopolitan collection of the same. Part II. The Diplosphyronida (Arachnida-Chelonethida). Annals and Magazine of Natural History, sér. 10, vol. 5, p. 1-48 & 585-620.